# 康美藥業
康美药业股份有限公司，簡稱為「康美藥業」（上交所：600518）是中華人民共和國一家集藥品、中藥飲片、中藥材和醫療器械等供銷一體化的大型醫藥企業，公司总部位于广东省揭阳市普宁市。
2018年，康美药业被揭露存在财务造假，随即中国证监会展开立案调查，公司相关负责人也遭到刑事处罚。2021年，广药集团旗下控股合伙企业神农氏合伙企业重组康美药业。

## 历史
1997年，康美药业由民營企業家馬興田、许冬瑾夫妇创立，當時是「廣東康美藥業有限公司」。康美药业业务最初仅涉及化学药品，1998年成功研发出以络欣平、利乐、诺沙为代表的国家级新药，并被列入国家级科技项目，同年通过国家药品生产质量管理规范GMP认证。2000年，开始进行股份化改组。2001年3月，在上海证券交易所上市。
2002年，马兴田花费1亿多元，兴建当时中国规模最大的现代中药饮片产业化示范基地，以标准化生产方式解决中药质量不稳定的问题。随后，康美又通过了国家药品经营质量管理规范GSP认证。2003年，康美药业中药饮片生产基地通过GMP认证。2005年，马兴田在业内率先推出了中药饮片小包装，其宣称改变了中国自古以来“手抓秤量”的中药用药传统，促进了中药的标准化，有利于其规模化生产，还间接促进了中医的科学化。康美药业也被国家中医药管理局确立为全国推广和应用小包装饮片的典范。2003年，康美药业中药饮片营收6539.73万元，占总营收的14.08%，远高于2002年的2069.93万元。2004年，中药饮片的营收占总营收的28.74%，超过化学药品的营收占比。此后马兴田围绕中药产业链的关键环节，不断加强对中药材资源的掌控和整合，先后建立了30万亩GAP中药材种植基地，在中国大陆布局中药材市场，建立了覆盖全国的11个中药饮片生产基地和华南地区最大的中药饮片物流配送中心。2008年，康美药业收购总部位于吉林省集安市的“新开河红参”业务，进一步提升核心竞争力。康美也因此收入翻番，2006年至2012年其营收实现了30%以上的增长，2011年，2012年增幅达83.77%、83.62%，2012年营收突破百亿，净利润攀升至14.41亿元。2015年，康美药业成为中国资本市场首家突破千亿市值的医药上市公司。
2014年1月，康美药业获得由中华人民共和国商务部核发的直销经营许可证，获准直销业务。
2018年底，康美药业被爆出财务造假，公司随即遭到证监会调查，高管亦被受到行政及刑事处罚。2019年9月16日，康美药业同广药集团签署了战略合作协议，双方将在中药材供应链管理服务、产品渠道服务、中医药文化传承和发展等开展合作，共同助力“振兴大南药”。翌年9月，广药集团与广东省、揭阳市两级国资平台联合出手，全权托管康美药业的生产经营及资产负债处置。2021年11月，康美药业重整方案正式通过，由广药集团等国有企业共同组成的神农氏合伙企业及部分社会资本重整康美药业。2022年1月25日，曾在广药旗下企业工作的赖志坚担任康美药业新一任董事长，由此公司转入广药治理时期。
2023年4月8日，康美药业发布公告称，广东省揭阳市中级人民法院作出《民事裁定书》，宣告原控股股东、实际控制人康美实业破产。
2023年4月29日，康美药业独立董事发表意见认为，公司内部控制缺陷整改完成，决定向上海证券交易所提出撤销股票“其他风险警示”的申请。6月13日晚，鉴于公司历史相关诉讼尚未宣判，及公司盈利能力尚待进一步恢复与提升，康美药业撤回申请撤销公司股票其他风险警示。6月14日开盘后，康美药业股价跌停，报收2.19元，下跌4.78%。直至2024年7月4日，康美药业正式撤销其他风险警示，恢复原有股票简称。

## 业务
康美成立时，最初业务仅涉及化学药品，1998年成功研发出以络欣平、利乐、诺沙为代表的国家级新药。2002年开始，康美药业向中药饮片生产转型，并于2010年推出具有降火功效的菊皇茶，2013年发展成袋装、铁罐、盒装和PET装等四款品种。
康美药业也逐步发展中药产业链布局，2011年取得普宁中药材市场的经营管理权，在流沙镇投资兴建普宁康美中药城，之后在安徽亳州、青海玉树、甘肃定西、云南昆明等地兴建中药市场或者中药产业园，实质上是开发房地产，几乎成为康美后期的主要业务，其后被曝光是康美财务造假的首要原因。2013年，康美在普宁市区兴建非盈利性综合性三级甲等医院，并在吉林通化、梅河口、湖北通城、内蒙古通辽布局了医疗产业；2016年则推出“中医馆”项目，但仅在广州天河区、番禹区开设。零售业务方面，该公司还开设有连锁药房，拥有康美大药房、康美智慧药房两个连锁品牌；另开设有“康美人生”连锁店，定位为养生体验馆。公司曾拥有中国大陆唯一的中药饮片国家企业技术中心、全国首家中药材大宗现货交易平台，中药材交易规模一度占全国的60%，并拥有国家级中药材价格指数——康美·中国中药材价格指数。

## 争议事件

### 涉嫌违规直销
康美药业在2013年获得直销经营牌照，其具体业务由全资子公司康美时代（广东）发展有限公司负责。据媒体报道，根据康美药业获批的直销许可，康美药业获准的直销范围仅限于广东省普宁市和揭阳市，直销产品限于康美牌西洋参胶囊。但与直销业务相关联的康美易创和康美时代负责的直销产品却达20余种，远超其商务部批准范围的数十倍。据原国家工商总局反垄断与反不正当竞争执法局向直销企业知会的2017年直销投诉情况，康美药业以8件投诉量位居前列。2018年1月，康美药业被曝光在多个非直销区域开展直销活动，涉嫌传销行为。康美药业在河南郑州设有体验店，并在河北、天津等地有多个工作室，经常举办各类活动。但根据经销商所述及其电子商城公告所透露的信息显示，康美时代的直销员可以享受到除直销产品以外的产品优惠，而“发展下线”也是经销商们的核心业务。康美的直销制度为先缴纳会费取得不同级别的会员权益，之后将有另一套经销商等级，分为见习主任、主任、高级主任、经理、高级经理、总监、高级总监、首席总监共8个级别，经销商级别的上升是以发展客户为基础。媒体因此总结称，康美药业的直销涉嫌违反《禁止传销条例》第七条，属于非法传销。对此，康美药业在回复文件中称，公司严格按照《直销管理条例》和《禁止传销管理条例》进行市场规范，在获批区域内严格执行商务部报备的计酬方式开展获批直销产品销售业务，不存在违反《直销管理条例》和《禁止传销管理条例》的情形，不存在传销行为。许冬瑾也辩解称“直销模式经常被人误解，主要原因是运作不规范以及没有货真价实的产品”。

### 公司及董事长多次行贿
康美药业及其创始人、前董事长马兴田曾多次卷入行贿案。例如在2000年至2012年，中国证监会投资者保护局原局长李量被检察机关指控利用担任中国证监会发行监管部发行审核一处处长、创业板发行监管部副主任等职务上的便利，为9家公司申请公开发行股票或上市提供帮助，收受贿赂折合人民币共计约694万元，其中包括康美药业。2004年至2011年，马兴田曾行贿揭阳市委原书记陈弘平，共计港币500万元，为马兴田当选第十一届全国人大代表提供帮助，也为康美药业在土地购买和项目建设造假上打下基础。而在2000年至2014年，马兴田行贿广东省委原常委、广州市委原书记万庆良，涉及金额港币200万元、人民币60万元。此外在2014年8月至2015年11月，原任广东省食品药品监督管理局药品安全生产监管处处长蔡明利用职务便利，为康美药业谋取利益，先后3次收受康美药业董事长兼总裁马兴田、副总经理李某贿送的现金共计港币30万元。该公司与哈药集团、长生生物和步长制药一起被列为多次被曝行贿丑闻的医药企业。

### 涉嫌内幕交易
2022年4月18日，广东证监局披露三份行政处罚书，四名有关康美药业重整的内幕知情人李锦云、杨皓凌、徐文流、裴泽建因内幕交易各被罚款50万元。被处罚对象中，三人均在广药集团或旗下子公司担任重要职位，一人为家属。其中，李锦云为广药集团工会主席，杨皓凌为其子；徐文流是广药旗下王老吉大健康产业的董事长；裴泽建曾是广药集团大南药副总监、白云山医药销售有限公司董事长等。
根据广东证监局调查，2020年7月10日，有关部门会议讨论选择有中医药生产资质的企业托管康美药业，广药集团被初步确定为康美药业托管方。广药集团董事长李楚源于当日将上述托管信息通知广药集团及下属公司相关人员，包括集团工会主席李锦云。7月13日，广药集团召开党委扩大会议，通报托管决定。当日上午，广药集团召开托管康美药业专题会议，参会人员在会上签订了《保密协议》。7月20日，广药集团召开会议研究托管康美药业事项；7月22日，广药集团相关人员到揭阳开展前期调研，时任康美药业董事长马兴谷将托管可能涉及康美药业控制权变更的事项通知了康美药业相关人员，安排相关公告事宜。7月23日，康美药业公告称，收到公司控股股东康美实业的通知，该事项可能导致公司控制权发生变更。康美药业托管导致公司控制权拟发生变更事项，属于《中华人民共和国证券法》规定的重大事件，公开前属于内幕信息，内幕信息敏感期为2020年7月10日至2020年7月23日。而根据广东证监局行政处罚决定书，杨皓凌、徐文流、裴泽建均于2020年7月13日买入康美药业股票。3起内幕交易中，仅一人获得微利，其余两人均亏损。广东证监局认为，上述当事人在内幕信息敏感期内交易股票，构成内幕交易。四名相关人员各被罚款50万元，徐文流盈利26394.27元也被没收。

### 产品质量丑闻
2016年7月18日，广东省广州市中级人民法院经终审判决，康美药业生产的普通食品菊皇茶涉存在违法添加行为，不符合食品安全标准，判决销售该产品的老百姓大药房退还货款并10倍赔偿给原告。此前，康美菊皇茶曾因其成分莲子心涉嫌违法添加药品，“不符合食品安全标准”被多地执法部门予以行政处罚。2014年10月8日，原国家卫生和计划生育委员会答复称，原卫生部办公厅《关于莲芯及莲子芯精华作为普通食品原料问题的复函》已明确，莲子芯缺乏单独作为食品原料的食用历史和食用安全证明，不宜作为普通食品管理。而《中华人民共和国食品安全法》第五十条规定“生产经营的食品中不得添加药品，但是可以添加按照传统既是食品又是中药材的物质。按照传统既是食品又是中药材的物质的目录由国务院卫生行政部门制定、公布”。
而在2017年，国家食品药品监督管理总局公布了22份不合格中药饮片名单，康美药业被查有6批次产品不合格，主要涉及菊花、人参等品类。对此，康美药业回应称造成抽检不合格主要原因为“检验标准依据不同”。